# František Link
František Link (*  15. August 1906 in Brno; † 28. September 1984 in Paris) war ein tschechischer Astronom und Pädagoge.

## Leben
Link studierte von 1924 bis 1929 Mathematik, Geodäsie und Astronomie an der Masaryk-Universität in Brno (MSc). Er doktorierte und machte von 1931 bis 1933 ein Postdoktorat in Frankreich an den Observatorien von Lyon und Pic du Midi.
Ab 1933 war Link externer Mitarbeiter am staatlichen Observatorium der Tschechoslowakei in Prag und Ondřejov. Parallel dazu arbeitete er als Physiklehrer an verschiedenen Mittelschulen und veröffentlichte populärwissenschaftliche Werke. 1947 gründete er das Bulletin of the Astronomical Institutes of Czechoslovakia. Er war der erste Präsident des Astronomischen Instituts der Tschechoslowakischen Akademie der Wissenschaften (Astronomický ústav AV ČR) und erforschte besonders Atmosphäre, Mondfinsternisse, Klimatologische Zyklikalität und Bereiche der allgemeinen Relativitätstheorie.

## Wirken
Link trug wesentlich zur Erklärung des Gravitationslinseneffekts bei; 2006 veranstaltete die Tschechische Astronomische Vereinigung deswegen ihm zu Ehren eine Tagung an der Karls-Universität Prag, die u. a. von den Wissenschaftlern Martin Šolc, Luboš Perek, Václav Bumba und David Heyrovský getragen wurde.
Der Asteroid (3550) Link wurde nach ihm benannt.

## Werk
Auf Deutsch erschienen von Link unter anderem:
- Messungen der atmosphärischen Absorption auf terrestrischer Basis. Prag, 1940
- Dioptrische Tafeln der Erdatmosphäre. Prag, 1940
- Tafeln zur Berechnung der galaktischen Bewegungskomponenten der Sterne. Prag, 1941
- Die Mondfinsternisse. Leipzig: Geest & Portig, 1956
- Der Mond. Berlin: Springer, 1969